# Carretera general 5
La carretera general 5 (CG-5) è una strada andorrana che collega Erts ad Arinsal, la strada è lunga 2,5 km.

## Storia
Dal 1994 al 2007 era chiamata CS-410.

## Percorso

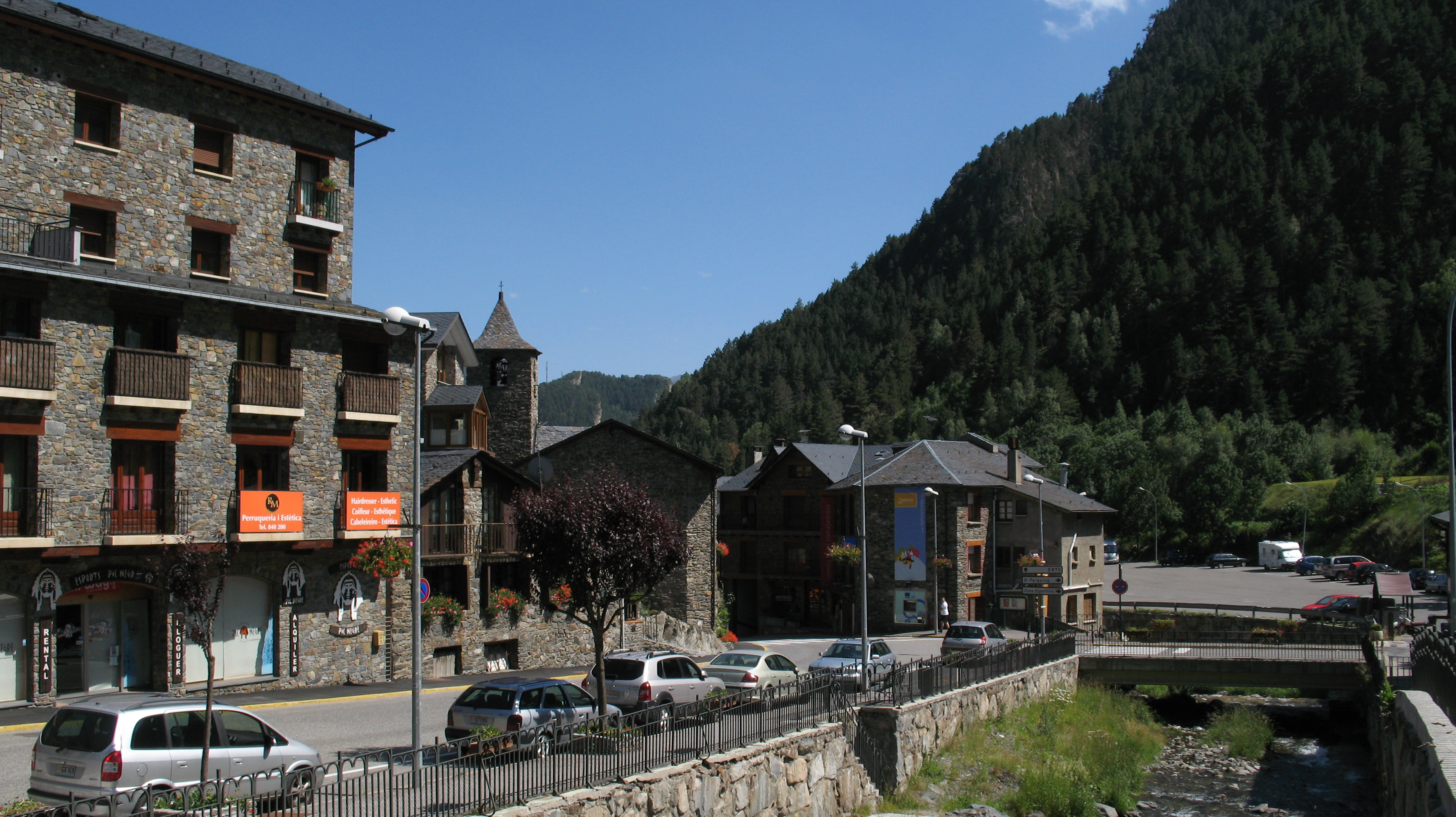
Il km 1 della CG-5 ad Arinsal.

| Tipo | Indicazione  | Biforcazioni | Km |
| ---- | ------------ | ------------ | -- |
| CG-5 | Erts         | CG-4         | 0  |
|      | Arinsal      |              | 1  |
|      | Coma Pedrosa | CS-413       | 2  |